# Csengőd
Csengőd – wieś i gmina w środkowo-południowej części Węgier, w pobliżu miasta Kiskunmajsa. Gmina Csengőd liczy 2077 mieszkańców (styczeń 2011) i zajmuje obszar 48,89 km².

## Położenie
Miejscowość leży na obszarze Wielkiej Niziny Węgierskiej, w komitacie Bács-Kiskun, w powiecie Kiskőrös.